# دل و دینم شد و دلبر به ملامت برخاست
غزلی با مطلع « دل و دینم شد و دلبر به ملامت برخاست »، غزل شمارهٔ ۲۱ از دیوانِ حافظ در تصحیحِ محمد قزوینی و قاسم غنی است.